# Proiezione cartografica
Una proiezione cartografica è il risultato di trasformazioni geometriche, matematiche o empiriche di punti geografici espressi in coordinate geografiche in punti espressi in coordinate cartesiane.

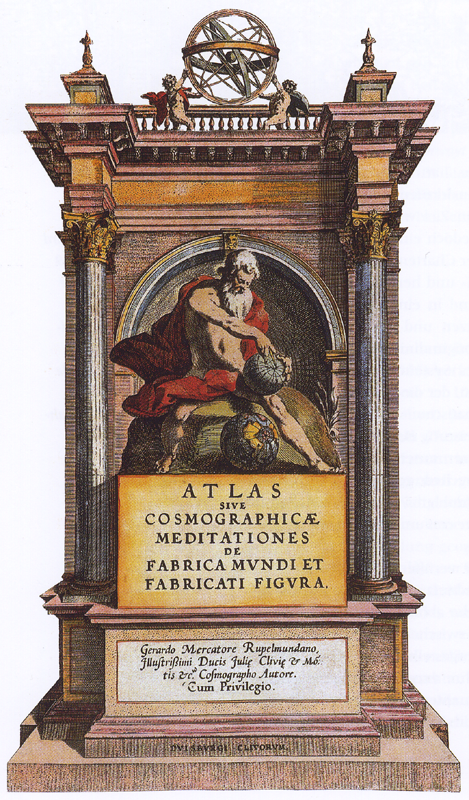
Frontespizio dell'Atlante di Mercatore

Le proiezioni vengono usate in cartografia per rappresentare su un piano (con le carte geografiche) un fenomeno che nella realtà esiste sulla superficie della sfera (più propriamente di un ellissoide). È impossibile evitare deformazioni (lo stesso globo, o mappamondo, ne subisce alcune), ma alcune proiezioni vengono privilegiate per i pregi che presentano.
Essendo storicamente utilizzate per la navigazione, alcune proiezioni cartografiche possono contenere linee lossodromiche, che incontrano ogni meridiano sotto lo stesso angolo, e linee ortodromiche, che indicano il tragitto più corto tra due punti.

## Classificazione

### Per proprietà
Le proiezioni cartografiche possono essere costruite (e classificate) in modo da possedere alcune proprietà.
Ad esempio una proiezione può essere suddivisa in:
- equivalente se mantiene i rapporti tra le superfici, cioè se le superfici sono in scala (modulo di deformazione superficiale unitario);
- equidistante se mantiene i rapporti tra le distanze da un punto (o da due punti, ma è impossibile costruire carte con tutte le distanze in scala);
- conforme (o equiangola, o isogonale) se mantiene gli angoli (modulo di deformazione lineare costante e modulo di deformazione angolare nullo).[1]

Alcuni degli esempi più comuni sono:
- la proiezione di Cassini
- le proiezioni di Eckert
- la proiezione di Flamstead
- la proiezione di Gauss-Boaga
- la proiezione di Goode
- la proiezione di Hammer
- la proiezione di Mercatore (e la derivata proiezione universale trasversa di Mercatore)
- la proiezione di Mollweide (e la sua versione "spezzata")

Una proiezione di sviluppo

- la proiezione di Peters

### Per proiezione
Le proiezioni si possono classificare anche in funzione del tipo di proiezione con cui vengono ottenute.
La proiezione di sviluppo si ottiene per proiezione prospettica su un altro solido (tipicamente un cilindro o un cono), che viene poi sviluppato ("srotolato").

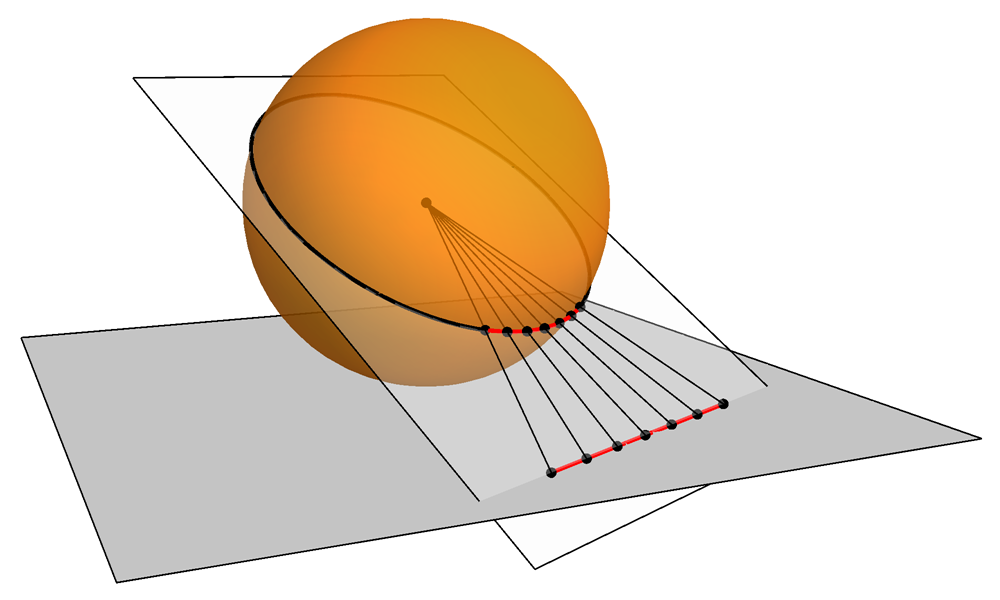
Proiezione gnomonica

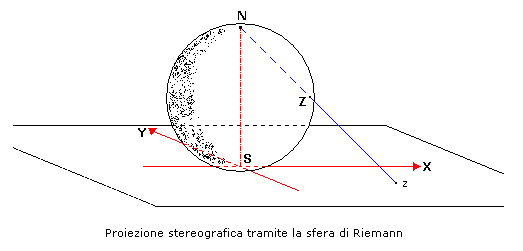
Proiezione stereografica polare

La proiezione azimutale si ottiene per proiezione prospettica su un piano tangente e mantiene gli angoli rispetto al punto di tangenza.
Può essere classificata in funzione del tipo di proiezione.
- In funzione del punto di tangenza è:
  - polare se il punto è uno dei due poli;
  - equatoriale se il punto è sull'equatore;
  - obliqua altrimenti.
- In funzione del punto di proiezione può essere:
  - gnomonica (o centrografica), rispetto al centro della Terra;
  - stereografica, rispetto al punto opposto al punto di tangenza;
  - scenografica, rispetto ad un punto fuori dalla Terra;
  - ortografica, rispetto al punto all'infinito.

Alcuni esempi notevoli sono:
- la proiezione di Bonne
- la proiezione di Delisle
- la proiezione di Lambert
- la proiezione di Mercatore
- la proiezione di Nicolosi
- la proiezione di Sanson
- la proiezione di Tolomeo
- la Proiezione di Winkel-tripel